# Adolf Nowak
Adolf Nowak (* 4. August 1941 in Mährisch-Trübau (tschechisch Moravská Třebová), Landkreis Mährisch Trübau, Reichsgau Sudetenland; † 13. März 2025) war ein deutscher Musikwissenschaftler und Hochschullehrer.

## Leben
Adolf Nowak studierte in Frankfurt am Main, Kiel und Saarbrücken Musikwissenschaft (besonders bei Walter Wiora und Carl Dahlhaus) und Philosophie (besonders. bei Hermann Krings); 1969 wurde er mit einer Arbeit über die Musik in der Ästhetik Hegels zum Dr. phil. promoviert. Anschließend arbeitete er als wissenschaftlicher Assistent an der Universität Kiel, ab 1973 an der Freien Universität Berlin (bei Rudolf Stephan), wo er sich 1979 mit einer Schrift über Probleme musikalischer Logik habilitierte. Zudem hatte er Lehraufträge an der Musikhochschule Lübeck und an der Hochschule der Künste Berlin. 1980 folgte er einem Ruf an die Universität Kassel. 1994 übernahm er den Lehrstuhl für Musikwissenschaft an der Johann Wolfgang Goethe-Universität Frankfurt am Main, den er bis 2006 als Geschäftsführender Direktor des Instituts innehatte. Für seine Forschungen auf den Gebieten der Musiktheorie, der Musikästhetik und der Neueren Musikgeschichte war die Verbindung von Musikwissenschaft und Philosophie maßgebend.

## Schriften (Auswahl)
- Hegels Musikästhetik, Regensburg 1971 (= Studien zur Musikgeschichte des 19. Jahrhunderts, Bd. 25).
- Probleme musikalischer Logik, Habilitationsschrift Berlin 1979.
- Musik in Goethes Werk – Goethes Werk in der Musik, hrsg. von Andreas Ballstaedt, Ulrike Kienzle und Adolf Nowak, Schliengen 2003.
- Musikalische Analyse und Kritische Theorie, Zu Adornos Philosophie der Musik, hrsg. von Adolf Nowak und Markus Fahlbusch, Tutzing 2007 (Frankfurter Beiträge zur Musikwissenschaft, Bd. 33).
- Telemanns Vokalmusik – Über Texte, Formen und Werke, hrsg. von Adolf Nowak und Andreas Eichhorn, Hildesheim 2008.
- Musikalische Logik – Prinzipien und Modelle musikalischen Denkens in ihren geschichtlichen Kontexten, Hildesheim 2015 (Studien zur Geschichte der Musiktheorie, Bd. 10).
- Trauermusik von Telemann – Ästhetische, religiöse, gesellschaftliche Aspekte, gemeinsam mit Martina Falletta und Eric F. Fiedler hrsg. von Adolf Nowak,  Beeskow und Berlin 2015 (Ortus-Studien Bd. 18).
- Μικρή εισαγωγή στην αισθητική της μουσική (Kleine Einführung in die Musikästhetik), aus dem Deutschen ins Griechische übersetzt von Markos Tsetsos, Athen 2022.
- Musikästhetik, mit Beiträgen von Martin Pfleiderer, Iakovos Steinhauer und Markus Verne, Lilienthal 2024 (Kompendien Musik Bd. 13).

sowie zahlreiche Artikel zur Theorie und Ästhetik der Musik sowie zur Deutung musikalischer Kunstwerke.